# Ortonormalność
Ortonormalność – ortogonalność wraz z dodanym warunkiem unormowania, tzn. wymagania, aby elementy ortogonalne miały długość jednostkową (były wersorami). Jest to podstawowa własność wektorów bazy ortonormalnej danej przestrzeni unitarnej.

## Definicja
Wektory {\displaystyle x,y} przestrzeni unitarnej {\displaystyle X} z iloczynem skalarnym {\displaystyle \langle \cdot ,\cdot \rangle } są ortonormalne, jeżeli
{\displaystyle \langle x,y\rangle ={\begin{cases}0,&x\neq y\\1,&x=y\end{cases}}.}
Zbiór wektorów parami ortonormalnych {\displaystyle \{v_{i}\}_{i=1}^{n}} nazywa się układem ortonormalnym, wtedy też
{\displaystyle \langle v_{i},v_{j}\rangle =\delta _{ij},}
gdzie ostatni symbol nazywa się czasami deltą Kroneckera.

## Ortonormalizacja
Jeżeli dany jest układ wektorów ortogonalnych {\displaystyle \{v_{i}\}_{i=1}^{n},} to można go przekształcić do układu ortonormalnego {\displaystyle \{w_{i}\}_{i=1}^{n}} za pomocą transformacji
{\displaystyle w_{i}={\frac {v_{i}}{\sqrt {\langle v_{i},v_{i}\rangle }}}={\frac {v_{i}}{\|v_{i}\|}}.}
Powyższa operacja nazywana bywa również unormowaniem ortogonalnego układu wektorów.

## Funkcje ortonormalne
Podobnie jak dla funkcji ortogonalnych rozpatruje się również abstrakcyjne przestrzenie unitarne wielomianów, czy dowolnych funkcji, gdzie mówi się o wielomianach ortonormalnych i funkcjach ortonormalnych.